# Zeitzonen in Neuseeland
Neuseeland hat zwei Zeitzonen.

## Übersicht
Die Hauptinseln verwenden die New Zealand Standard Time (NZST), die 12 Stunden vor der Koordinierten Weltzeit (UTC) liegt. Die Chatham-Inseln verwenden die Chatham Standard Time (CHAST), 12 Stunden und 45 Minuten vor der UTC.
Im Sommer wird die Uhr während der Sommerzeit eine Stunde vorgestellt. Die New Zealand Daylight Time (NZDT) liegt also 13 Stunden vor der UTC, die Chatham Daylight Time (CHADT) 13:45 Stunden.
Das von Neuseeland beanspruchte Ross-Nebengebiet in der Antarktis verwendet wie auch die Forschungsstationen McMurdo-Station und Amundsen-Scott-Südpolstation NZST/NZDT.
Außerdem gibt es mit Neuseeland assoziierte Territorien im Pazifikraum in weiteren Zeitzonen auf beiden Seiten der Datumsgrenze:
- Die Cookinseln befinden sich in der Zeitzone UTC−10 und verwenden keine Sommerzeit. Aufgrund ihrer Lage auf der anderen Seite der Datumsgrenze liegt die Zeit also 22 oder 23 Stunden hinter der Zeit in Neuseeland.
- Auch Tokelau war bis zum 29. Dezember 2011 in dieser Zeitzone, wechselte aber dann mit Samoa von der östlichen zur westlichen Seite der Internationalen Datumsgrenze (International Dateline (IDL)) und befindet sich seitdem in der Zeitzone UTC+13, ebenfalls ohne Sommerzeit.[1]
- Niue liegt in der Zeitzone UTC−11.

| Zone           | Standardzeit | Sommerzeit |
| -------------- | ------------ | ---------- |
| Neuseeland     | UTC+12       | UTC+13     |
| Chatham-Inseln | UTC+12:45    | UTC+13:45  |
| Tokelau        | UTC+13       | UTC+13     |
|                |              |            |
| Niue           | UTC-11       | UTC-11     |
| Cookinseln     | UTC-10       | UTC-10     |

## Geschichte
Am 2. November 1868 führte Neuseeland offiziell eine landesweite Standardzeit ein. Damit war es einer der ersten, möglicherweise sogar der erste Staat überhaupt, der eine Standardzeit einführte. Sie basierte auf einer Geographischen Länge von 172° 30′ östlich von Greenwich, 11:30 Stunden vor der Greenwich Mean Time (GMT). Dieser Standard wurde als New Zealand Mean Time (NZMT) bekannt.
Während des Zweiten Weltkrieges wurden 1941 die Uhren eine halbe Stunde vorgestellt, damit lag Neuseeland 12 Stunden vor der GMT. Diese Änderung wurde 1946 mit dem Standard Time Act 1945 dauerhaft gemacht, indem der Meridian 180° Ost als Basis für die neuseeländische Zeit festgelegt wurde. Die NZST blieb eine halbe Stunde vor der NZMT, die Chatham Islands 45 Minuten.
Ende der 1940er Jahre wurde die Atomuhr entwickelt und mehrere Laboratorien entwickelten auf der Atomzeit basierende Zeitskalen. Eine neue Zeitskala, die Koordinierte Universalzeit (UTC) wurde 1972 international eingeführt. Diese basiert auf der Anzeige einer Atomuhr, die in Abständen mit Hilfe von Schaltsekunden an die Schwankungen der Erdrotation angepasst wird.
Der Time Act 1974 legte die New Zealand Standard Time (NZST) auf 12 Stunden vor UTC fest.

## Sommerzeit
Seit 2007 wird in Neuseeland zwischen dem letzten Septembersonntag und dem ersten Aprilsonntag auf Sommerzeit umgeschaltet.
Ab 1909 brachte der Abgeordnete Sir Thomas Kay Sidey jährlich eine Gesetzesvorlage ein, die Uhr von September bis März eine Stunde vorzustellen. Daraus entstand 1927 der The Summer Time Act 1927: die Sommerzeit vom ersten Novembersonntag bis zum ersten Märzsonntag wurde eingeführt. Diese Regelung erwies sich als wenig populär, so dass im Folgejahr der The Summer Time Act 1928 die Regelung auf eine halbstündige Verschiebung zwischen vom 14. Oktober 1928 (zweiter Oktobersonntag) bis 17. März 1929 (dritter Märzsonntag) änderte. Der The Summer Time Act 1929 behielt diese Regelung bei. 1933 wurde die Sommerzeit auf die Zeit zwischen erstem Septembersonntag und letztem Aprilsonntag ausgeweitet. Diese Regelung wurde bis zum Zweiten Weltkrieg beibehalten. Die Notstandsgesetze von 1941 dehnten die Sommerzeit auf das ganze Jahr aus. Diese Regelung wurde jährlich verlängert und so bis zum Inkrafttreten des Standard Time Act im Jahre 1945 beibehalten. Dieses Gesetz machte die Abschaffung der NZMT ab 1946 dauerhaft, die frühere Sommerzeit wurde als NZST zur Standardzeit in Neuseeland.
Der Time Act 1974 ermächtigte den Generalgouverneur von Neuseeland, Anordnungen bezüglich einer Sommerzeit zu treffen. Über diese Regelung wurde erneut eine halbstündige Verschiebung der Zeit von ersten Novembersonntag bis letzten Februarsonntag eingeführt, die bereits im Folgejahr durch die New Zealand Time Order 1975 auf eine Frist zwischen erstem Oktobersonntag und erstem Märzsonntag geändert wurde.
1985 wurde vom Department of Internal Affairs eine Studie zu der öffentlichen Meinung zur Sommerzeit und ihren Auswirkungen auf Arbeitswelt, Freizeit und spezielle Gruppen der Bevölkerung durchgeführt. Nach dieser Studie waren 76,2 % der Bevölkerung dafür, die Sommerzeit beizubehalten oder zu verlängern.
Die Untersuchung stellte außerdem fest, dass die Unterstützung für die Sommerzeit in den Städten höher war und es geringere Unterschiede der Präferenzen zwischen den Geschlechtern gab. Eine Ausnahme war Ararua, das sich einige Jahre weigerte, die Uhren umzustellen. Forderungen nach Verkürzung oder Abschaffung der Sommerzeit wurden in den untersuchten Gebieten nur von einer Minderheit vertreten.
Als Ergebnis der Untersuchungen und Rückmeldungen aus der Bevölkerung führte das Innenministerium 1988 eine probeweise Verlängerung der Sommerzeit vom zweiten Sonntag im Oktober 1989 bis dritten Sonntag im März für 1990 ein. Der Minister forderte die Öffentlichkeit zu Rückmeldungen über die fünfwöchige Verlängerung auf.
Die Daylight Time Order 1990 legte die Sommerzeit auf die Zeit zwischen 2 Uhr NZST am ersten Oktobersonntag bis 3 Uhr NZDT am dritten Märzsonntag fest. Am 30. April 2007 kündigte die Regierung an, die Sommerzeit von 24 auf 27 Wochen zu verlängern.
Seit September 2007 gilt die Sommerzeit zwischen letztem Septembersonntag und erstem Aprilsonntag.

## Zeitstandard
Der Zeitstandard für Neuseeland wird vom Measurement Standards Laboratory, das Teil von Industrial Research ist, verwaltet. Das Zeitsignal wird über Radio New Zealand per Telefonansage und Network Time Protocol zur Verfügung gestellt.